# Кристіан Цимерман

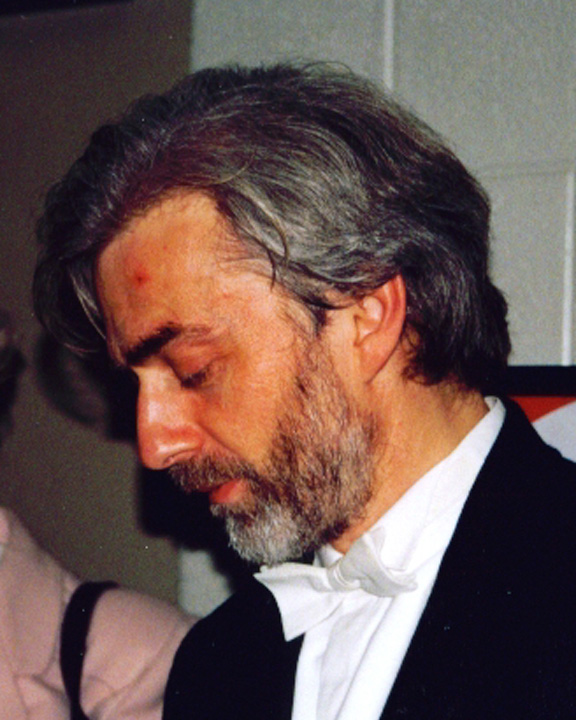

Кристіа́н Цімерма́н (пол. Krystian Zimerman; 5 грудня 1956, Забже) — польський піаніст і диригент.

## Біографія
Навчався гри на фортепіано в Анджея Ясінського, спочатку приватно, потім у Катовіцькій консерваторії. Уперше виступив на публіці у віці шести років, а в 1975 році одержав світову популярність, ставши наймолодшим переможцем конкурсу піаністів імені Шопена. Протягом наступного року піаніст стажувався під керівництвом Артура Рубінштейна. Припинивши на якийсь час в 1980 році свою концертну діяльність, Цимерман оселився в Лондоні. Перший концерт піаніста після перерви мав величезний успіх, критики відзначали свіжість і життєвість його виконання. Цимерман веде концертну діяльність (не більше 50 концертів у рік) і робить записи, з 1996 року викладає в вищій школі музики в Базелі.

## Творчість
Цимерман вважається одним із визначніших інтерпретаторів творчості Ф.Шопена. чільне місце в його репертуарі також займають твори Л. Бетховена, Ф. Ліста, Дебюссі, Шимановского. Дискографія піаніста містить у собі запису всіх концертів Бетховена й Брамса, багатьох творів Ліста, а також камерні твори для скрипки й фортепіано Респігі і Р. Штрауса разом з корейським скрипалем Чун Кюн О. 1988 року Цимерман став першим виконавцем присвяченого йому Фортепіанного концерту Вітольда Лютославського. За видатні заслуги в області музики 1985 року йому була присуджена Премія Академії Кіджі, а 1994-го — Премія Леони Соннінг.
Цимерман також іноді виступає як диригент зі створеним ним 1999 року Польським Фестивальним оркестром.